# Castalius maimon
Castalius maimon är en fjärilsart som beskrevs av Fabricius 1775. Castalius maimon ingår i släktet Castalius och familjen juvelvingar. Inga underarter finns listade i Catalogue of Life.